# Doel
 (novembre 2023).
Si vous disposez d'ouvrages ou d'articles de référence ou si vous connaissez des sites web de qualité traitant du thème abordé ici, merci de compléter l'article en donnant les références utiles à sa vérifiabilité et en les liant à la section « Notes et références ».
Doel (appelé Den Doel dans le parler local) est une section de la commune belge de Beveren-Kruibeke-Zwijndrecht, situé dans l’extrême nord-est de la province de Flandre-Orientale. C'était une commune à part entière jusqu'à la fusion des communes de Belgique de 1977. 
L'entité est en autres connue pour abriter la centrale nucléaire de Doel, l’une des deux centrales nucléaires belges, avec celle de Tihange, dans la province de Liège.
Doel est également l'un des villages poldériens sacrifiés à l’expansion du port d’Anvers, et en particulier de son extension dans le pays de Waes. 

## Toponymie
Le nom de Doel (la combinaison oe se prononce comme un ou bref, API: /dul/) est attesté pour la première fois en 1267, sous la forme « De Doolen ». La signification précise demeure obscure; le terme pourrait être une référence à « dalen », 'vallées', au sens d’amas de sable creusés. Au Moyen Âge, les Doolen ont pu être des îlots au milieu de l’Escaut. Pour d’autres, Doel signifierait ‘digue, remblai, levée’. ‘Doel’ devint, après la domination française, la dénomination officielle.

## Histoire

### Origines et Moyen-Âge

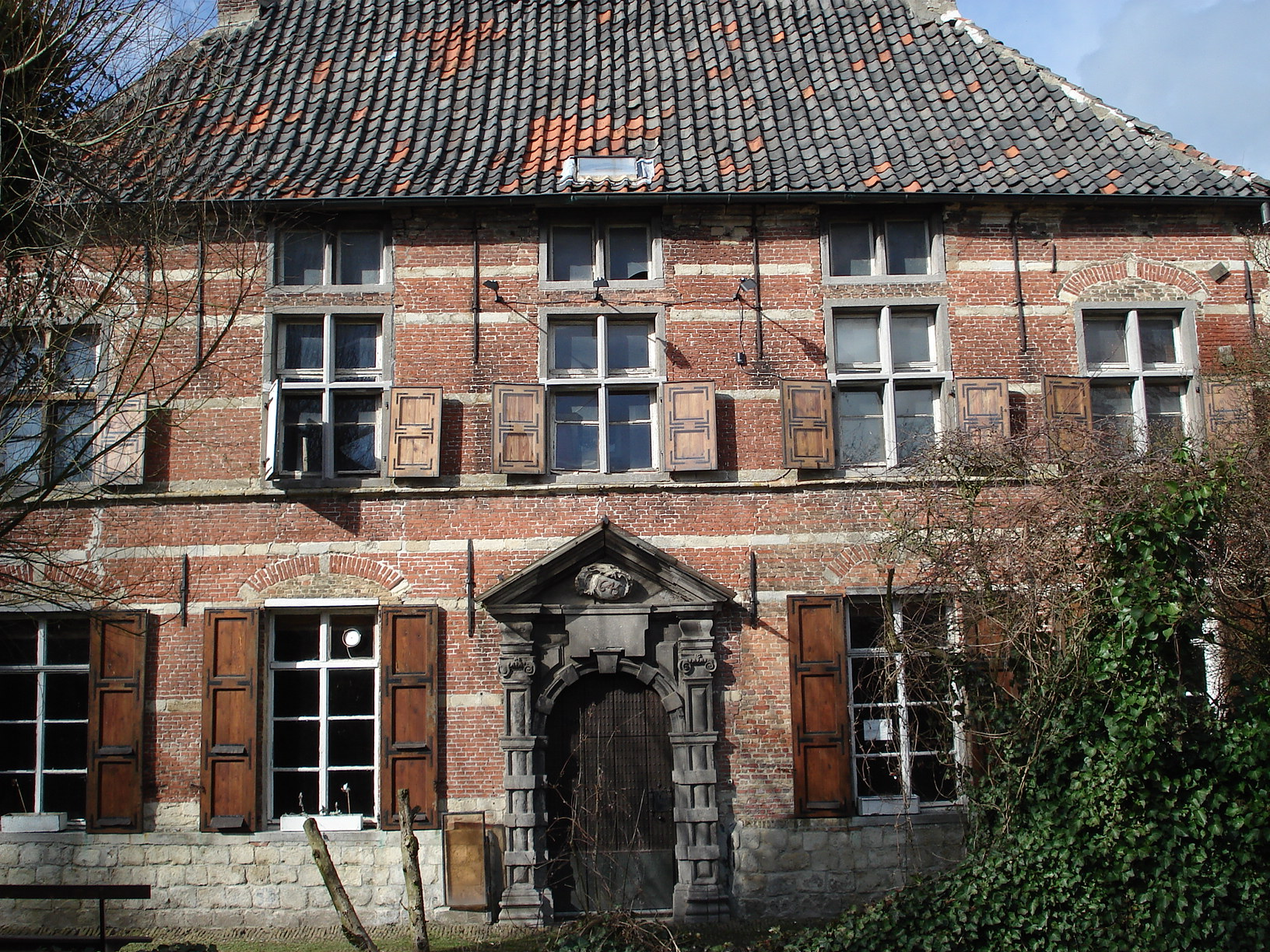
Le Hooghuis (1614).

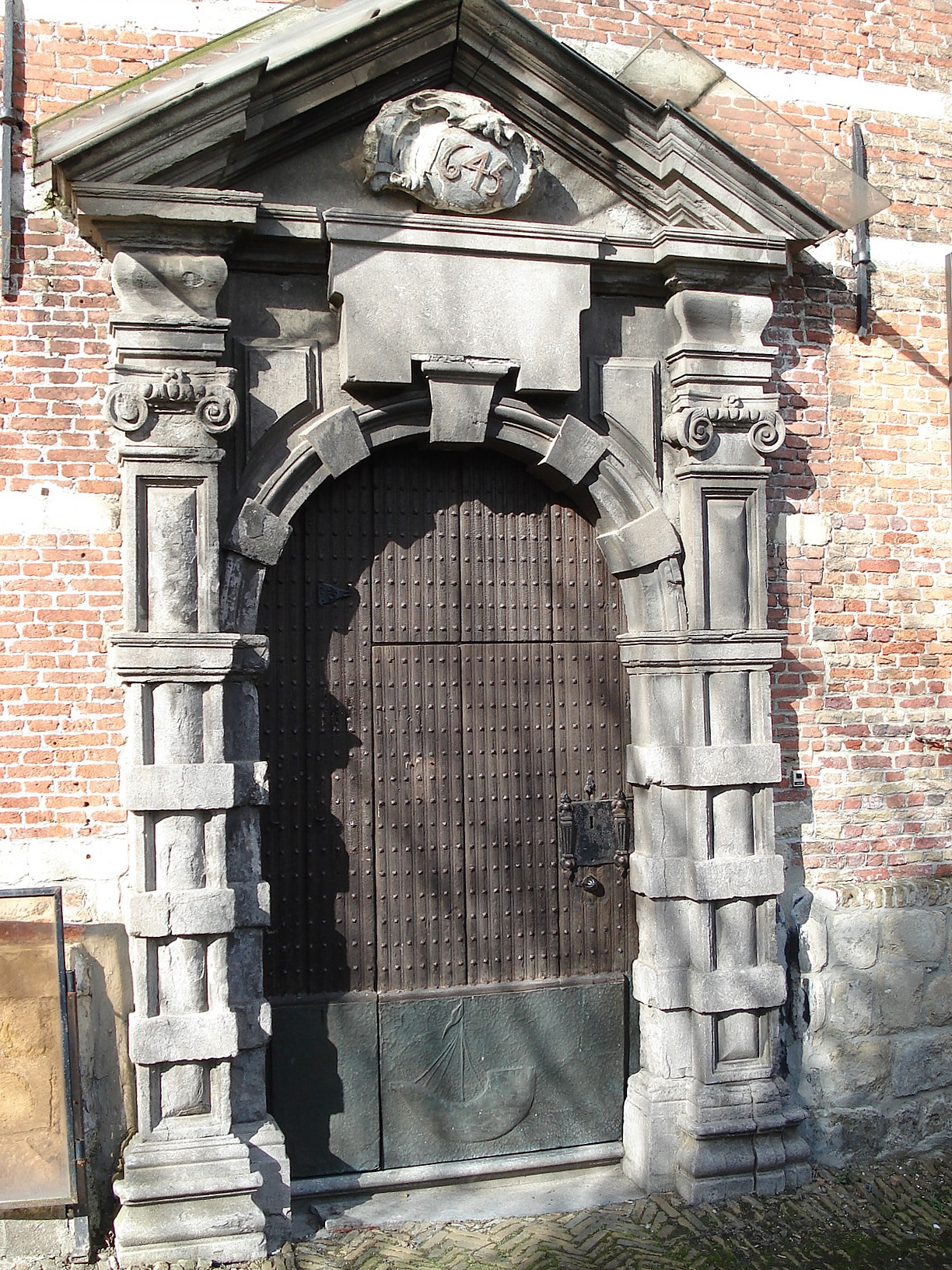
Hooghuis : portique.

À partir du XIIIe siècle, l’on procéda dans cette zone, qui au XIIIe siècle avait deux fois plus d’habitants que Doel, et qui hébergeait une abbaye cistercienne, à une exploitation intensive de la tourbe. Cette activité, fort lucrative, a induit une certaine prospérité dans la région.
L’extraction de tourbe dans la zone marécageuse eut pour effet d’abaisser le niveau du sol en de nombreux endroits et de rendre la zone vulnérable aux inondations. Dans le même temps, à partir du XIIe siècle, l’Escaut subissait de plus en plus l’emprise de la mer du Nord. Pour ces raisons, il advenait régulièrement à partir du XIVe siècle que Doel et les parties nord du Pays de Beveren fussent totalement inondées, déterminant la nécessité d’édifier des digues et d’aménager ainsi des polders.
Cependant, tout ce système, conjuguant poldérisation et extraction de tourbe, progressivement mis en place dans la région au cours du Moyen Âge, fut peu à peu anéanti, d’abord par une série d’inondations catastrophiques au XVIe siècle (dont la plus grave, en l’an 1570, connue sous le nom de Allerheiligenvloed, « marée de Toussaint », submergea entièrement, et à titre définitif, le marais de Saeftinghe), ensuite par les submersions, cette fois délibérément provoquées pour motifs stratégiques, durant la guerre de Quatre-Vingts Ans, notamment lors du siège d’Anvers par Alexandre Farnèse. La région était en effet alors le théâtre de combats dont l’enjeu était la maîtrise d’Anvers et de l’estuaire de l’Escaut. À cette même époque, elle fut pillée par deux fois, par des gueux (protestants) de Malines et par la soldatesque catholique royale. Les submersions volontaires ne purent empêcher Farnèse de prendre Anvers en 1585, mais les forces des États-généraux ayant réussi à s’emparer du fort de Liefkenshoek, sis au sud de Doel (et existant encore aujourd’hui), le village et le marais de Doel furent à partir de 1585 sous domination des États-généraux.
Lorsqu’arriva l’intermède de paix correspondant à la Trêve de douze ans (1609-1621), la région entière n’était qu’une zone de désolation où marées et inondations de l’Escaut avaient libre carrière. Doel servait de point d’appui dans les opérations de guerre, et à la hauteur de l’actuel moulin se trouvait un fort abritant une garnison de l'armée des Provinces-Unies. En 1614 fut accordée, par les États-Généraux de la République, l’autorisation d’endiguer et d’assécher toute l’étendue autour de Doel. Cette décision signe l’acte de naissance de la bourgade de Doel sous sa forme actuelle, car, outre l’aménagement du marais, fut aussi commencé la construction, planifiée sur carte, du village. La disposition en damier des rues détermina une urbanisation géométrique, fort rare en ces latitudes. Les parcelles carrées ainsi formées furent ensuite bâties systématiquement, de telle façon qu’aucun jardin ne fût visible depuis la rue; ces jardins étaient (et sont encore) accessibles par d’étroits corridors aménagés entre les maisons et clos par des portillons.
Doel et le marais de Doel ont longtemps formé une d’île, délimitée par l’Escaut d’une part, par des criques et des vasières d’autre part. Le marais de Doel s’étendait sur 1 090 ha. La digue nord du marais, digue subsistant encore aujourd’hui, est la limite qui sépare le marais initial d’avec les marais aménagés ultérieurement et permet de situer en partie les contours de cette ancienne île. Jusqu’au XVIIe siècle, Doel n’était en pratique guère accessible autrement qu’en bateau. Quant au marais de Saeftinghe, on renonça à l’endiguer, ce marais demeurant ainsi un verdronken land, une zone inondable au gré des marées; à l’heure actuelle, c’est une réserve ornithologique.
Au plan ecclésiastique, Doel dépendait de la paroisse de Kieldrecht et ne devint une paroisse autonome qu’en 1792. Cette même année, Doel fut attribué à l’empereur d’Autriche et vint à faire partie définitivement des Pays-Bas du Sud.

### Période belge
Lors des événements qui entourèrent l’indépendance de la Belgique en 1830, Doel subit le contrecoup de la bataille d’Anvers. En décembre 1832, les Belges, aidés de troupes françaises, mirent le siège devant la citadelle d'Anvers afin d'en chasser la garnison néerlandaises. Mais, après avoir investi le polder de Doel, ils ne purent cependant déloger les troupes de Guillaume Ier des forts de Liefkenshoek et de Lillo. Une garnison néerlandaise continua donc d’occuper le fort de Liefkenshoek, et cela jusqu’à la signature du Traité des XXIV articles le 19 avril 1939. 
Avec son attachement au nouveau royaume de Belgique, Doel devint une commune autonome.
À partir de 1843 et jusqu’en 1945, Doel fut le siège du service de quarantaine chargé de contrôler les navires se rendant à Anvers. Le marais s’agrandit du polder Prosper (Prosperpolder, 1 051 ha de terres arables), et, quelques décennies plus tard, du polder Hedwige (300 ha). À la fin du XIXe siècle, les deux tiers environ de la population doeloise vivaient de l’agriculture, et un tiers avait la pêche pour moyen de subsistance ; d’autre part, une sucrerie occupait une quarantaine de travailleurs.

### XXe siècle
Lors de la Seconde guerre mondiale, Doel fut libérée en 1944 par les Forces armées britanniques et polonaises. Le village eut cependant encore à souffrir des meurtrières bombes volantes V1 lors des bombardements d'Anvers, dont 68 tombèrent sur son territoire — 59 V1 et 9 V2 —, faisant 13 morts et détruisant totalement ou partiellement 35 maisons.
En 1975, à la faveur de la fusion des communes de Belgique, Doel fusionna avec quelques communes environnantes pour constituer l’entité de Beveren. Elle s'étendait sur une superficie de 25,61 km2 et était habitée par environ 1 300 habitants en 1972. 
En 1999, la régionale flamande fait évacuer Doel après expropriation de ses habitants, dans le but de faire place à de nouvelles installations du port d'Anvers. En dépit des résistances et de la bataille juridique engagée par le comité d’action « Doel 2020 », Doel ne comptait déjà plus que 388 habitants au 31 décembre 2006.

## Géographie
Doel est situé dans les marais du Pays de Waes, sur la rive gauche de l’Escaut, large en cet endroit de quelque 1 500 mètres par marée haute, en face de Lillo-Fort. La zone autour de Doel était à l’origine constituée de terres marécageuses et faisait partie d’une vaste étendue tourbeuse s’étirant d’est en ouest sur toute la Flandre zélandaise et le nord de la Flandre-Orientale. Au nord de Doel plus spécialement, dans ce qui est aujourd’hui le Pays inondé de Saeftinghe, la couche de tourbe était particulièrement épaisse. 
Outre le village lui-même, l’ancienne commune de Doel comprend les hameaux de Rapenburg, Saftinge et Ouden Doel, ainsi qu'une vaste étendue de marais asséchés.
Dans la bourgade, les rues sont disposées en damier, phénomène à peu près unique en Belgique : le plan se compose de trois rues parallèles à la digue, et de quatre autres rues qui les croisent à la perpendiculaire. Cette disposition remonte à la décision, prise au début du XVIIe siècle après les inondations stratégiques, de procéder à une poldérisation et un remembrement des terres autour de Doel, et est demeurée inchangée depuis.

## Démographie
| 1786  | 1794  | 1805  | 1808  | 1824  | 1876  | 1960  | 1975  | 1980 |
| ----- | ----- | ----- | ----- | ----- | ----- | ----- | ----- | ---- |
| 1 320 | 1 236 | 1 454 | 1 462 | 1 598 | 2 511 | 1 503 | 1 114 | 989  |

| 1985 | 1990 | 1995 | 2000 | 2001 | 2002 | 2003 | 2005 | 2006 |
| ---- | ---- | ---- | ---- | ---- | ---- | ---- | ---- | ---- |
| 882  | 920  | 957  | 810  | 661  | 526  | 442  | 391  | 388  |

| 2007 | 2015 | 2019 | 2020 | - | - | - | - | - |
| ---- | ---- | ---- | ---- | - | - | - | - | - |
| 359  | 22   | 24   | 28   | - | - | - | - | - |

## Sites remarquables et monuments

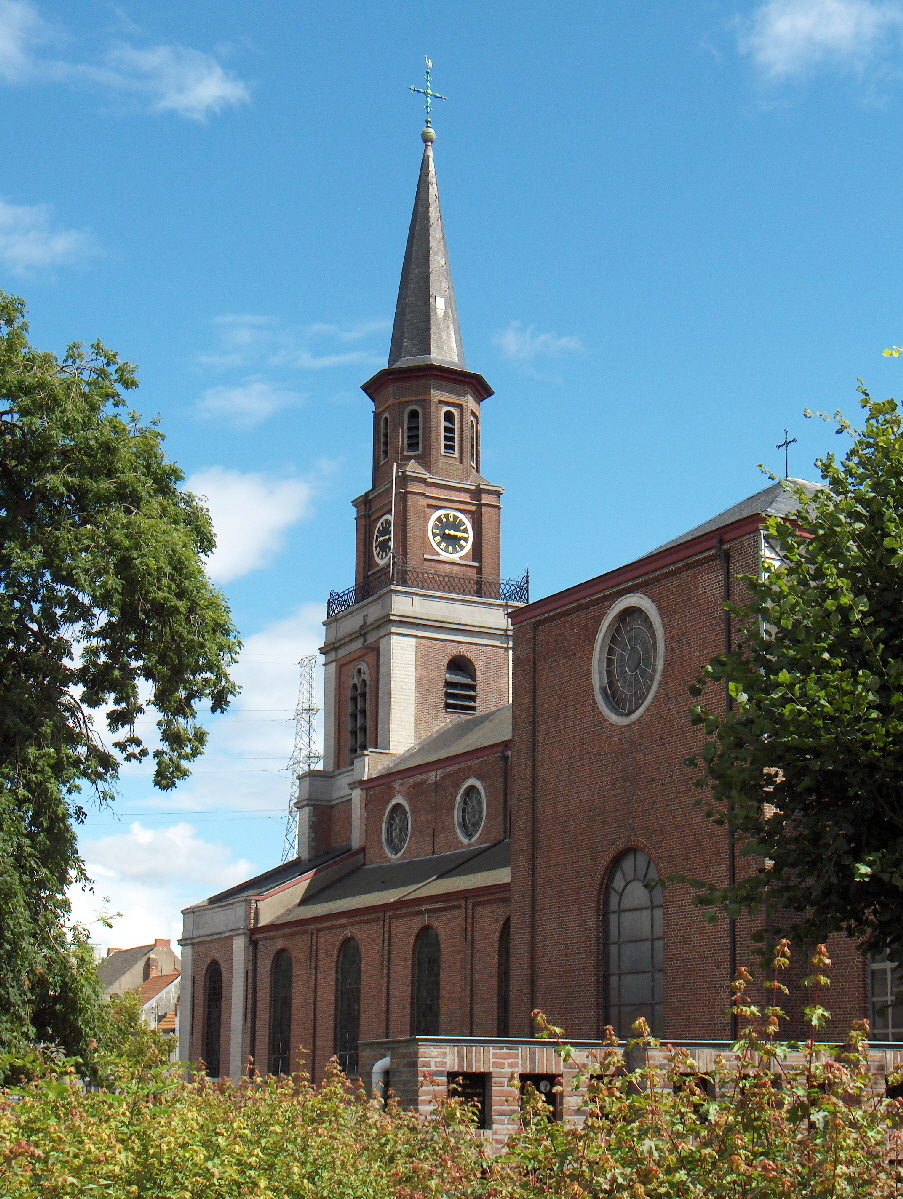
Église paroissiale Notre-Dame de l'Assomption (1851-1854)

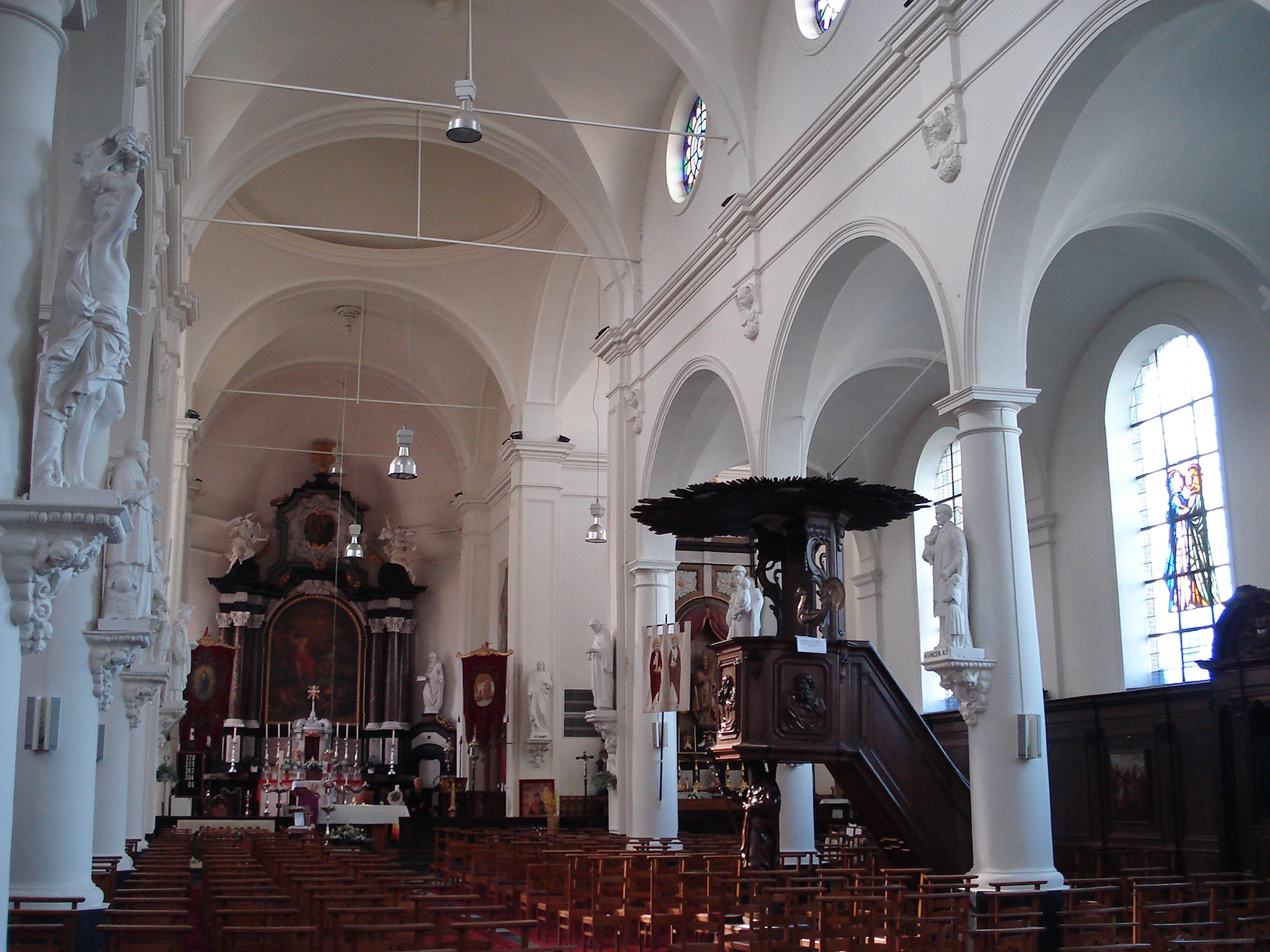
Vue intérieure de l'église : nef et chœur.

- L’agglomération comprend plusieurs fermes et maisons bourgeoises. L’immeuble le plus ancien est le Hooghuis (litt. maison haute, classé monument historique), achevé de bâtir en 1614, dans le style renaissance flamand, avec monumental encadrement de porte en style baroque. L’intérieur n’est pas sans intérêt, avec ses plafonds en chêne et deux monumentales cheminées baroques du XVIIe siècle. L’édifice était au XVIIe siècle le siège de l’administration du polder, mais a aussi été le manoir appartenant à de riches bourgeois anversois; le Hooghuis est ainsi associé au nom de Rubens, cette demeure ayant été probablement la propriété de Jan Brandt, père d’Isabelle Brandt, la première épouse du peintre, et, ultérieurement, de Jan Van Broeckhoven de Bergeyck, qu’Hélène Fourment épousa en secondes noces, après le décès de Rubens.
- Le moulin, classé monument historique depuis 1946, est encastré dans la digue de l’Escaut. Il date du milieu du XVIIe siècle et figure parmi les plus anciens moulins en brique que compte la Flandre. Hors d’usage depuis 1927, le moulin est aujourd’hui aménagé en café-restaurant.
- L’église paroissiale, dédiée à Notre-Dame de l’Assomption, fut édifiée en style néoclassique entre 1851 et 1854 selon les plans de Lodewijk Roelandt, architecte municipal de Gand. Le mobilier cependant comprend des œuvres d’art plus anciennes, telles que des statues du sculpteur anversois H. F. Verbruggen (XVIIe siècle) et de E. A. Nijs (XVIIIe siècle). L’orgue est classé monument depuis 1980. L’église, endommagée à la suite d'affaissements, fut entièrement restaurée entre 1996 et 1998. Les couches solides du sous-sol se situent à Doel à environ 11 mètres de profondeur, alors que les palées destinées à soutenir l’édifice ne s’enfoncent en terre que de 7 mètres. Cela explique pourquoi l’église penche assez fortement aujourd’hui, son clocher en particulier.
- Au nord du village, au-delà de la centrale nucléaire, à la hauteur du hameau Ouden Doel, se situent le long de l’Escaut les dernières vasières saumâtres que compte la Belgique. Ces vasières abritent le petit port de Prosperpolder et la réserve naturelle Schor Ouden Doel (51 ha).
- Doel possède un port de plaisance, constitué d’un unique bassin à marée, et un embarcadère où vient accoster le bac de Lillo-Fort, lequel effectue la traversée de l’Escaut.
- La Scheldewijding (bénédiction rituelle de l’Escaut) est un événement singulier qui a lieu début août chaque année depuis 1975. Les festivités commencent par une messe célébrée en plein air. Ensuite, le collège des échevins se rend conjointement avec les conseillers communaux à un bateau amarré, en vue de la mise à l’eau d’une couronne de fleurs en commémoration des victimes de la mer et du fleuve. L’après-midi, après un spectacle naval sur l’Escaut, un cortège folklorique se met en branle, réunissant, en provenance des villages environnants, nombre de groupes et d’associations avec leurs géants et leurs sociétés musicales. Une marche aux flambeaux clôt la journée.
- En l’an 2000, une cogue (type de navire de commerce hauturier, naviguant au Moyen Âge entre les différents ports de la ligue hanséatique, en mer du Nord et en mer Baltique) a été mise au jour lors des travaux de terrassement en vue de la construction du bassin Deurganckdok. L’épave trouvée à Doel était enfouie à une profondeur entre -7 et -5m sous le niveau de la mer, dans un ancien bras ensablé de l’Escaut, connu sous le nom de Deurganck (= passage, cf. allem. Durchgang), qui autrefois communiquait directement avec le fleuve ; pour des raisons inconnues, la cogue vint échouer dans ce bras en 1404. La cogue de Doel (ainsi qu’il est désormais convenu de l’appeler) mesure environ 21 m de long et 7 m de large; sa hauteur conservée est de 2,5 m environ. L’analyse dendrochronologique a permis d’établir que le chêne qui a fourni le bois du vaisseau a été abattu en Westphalie pendant l’hiver 1325-1326, ce qui fait de cette cogue une des plus grandes, des mieux préservées et des plus anciennes d’Europe. Une fois terminés les travaux de remise en état, la cogue sera (probablement) exposée dans le musée de la navigation de Baasrode, non loin de la ville de Termonde ; mais une maquette est d'ores et déjà visible au bezoekerscentrum (sorte d'écomusée), ouvert depuis septembre 2007 au fort de Liefkenshoek. Une deuxième cogue découverte au même endroit, mais moins bien conservée, date de 1328.

## Expansion du port d'Anvers

### Projets des années 1960

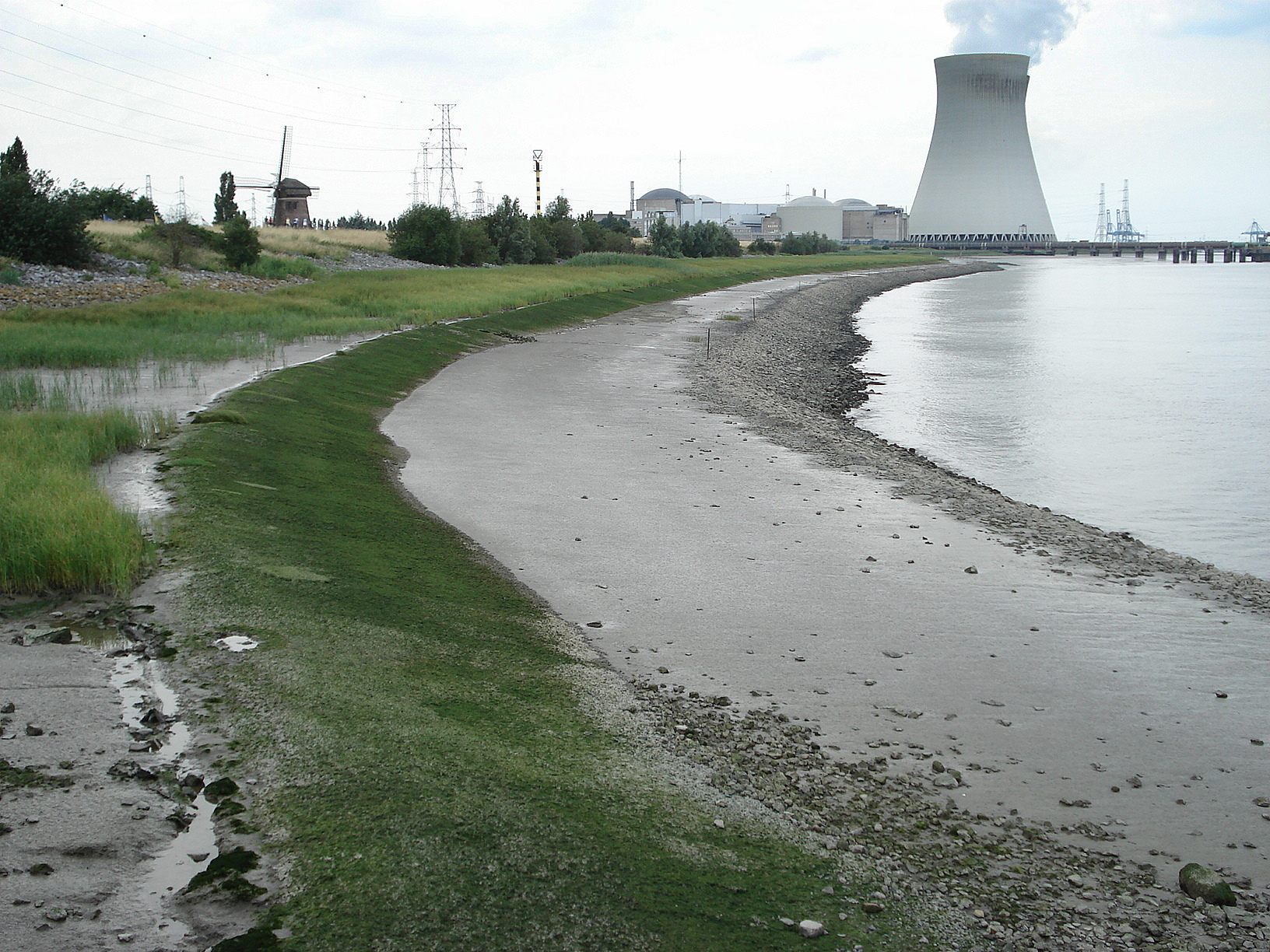
Berge de l’Escaut à Doel: le vieux moulin et les tours de refroidissement de la centrale nucléaire (hauteur 170 m). Vasières mises à découvert par la marée basse.

Les premiers projets d’expansion du port d’Anvers sur la rive gauche de l’Escaut datent de 1963 et prévoyaient que l’ensemble des polders du pays de Waas ainsi que Doel disparussent pour faire place à des bassins et à des terrains industriels. En 1968, une interdiction de construire entra en vigueur dans le village. À la suite de la récession économique des années 1970, ces plans d’expansion furent revus à la baisse, et l’on vit apparaître sur le plan de secteur (=plan d’occupation du sol) de 1978 la ligne dite De Bondtlijn (d’après le sénateur Ferdinand De Bondt), ligne qui allait d’est en ouest, et qui, passant tout juste au sud de Doel, limitait la zone d’extension portuaire à la partie sud des polders. L’interdiction de construire fut donc levée cette même année. Dans la première moitié des années 1980 fut réalisé, au sud de Doel, le bassin Doeldok, lequel cependant n'a jamais été utilisé.
L’implantation industrielle moderne la plus ancienne à Doel fut la centrale nucléaire, à 1 km au nord du village, dont la construction fut entamée en 1969. Elle héberge quatre réacteurs (Doel I, mis en service en 1974, Doel II en 1975, Doel III en 1982, et Doel IV en 1985), ainsi que deux tours de refroidissement d’environ 170 mètres de hauteur.

### Projets des années 1990 et 2000

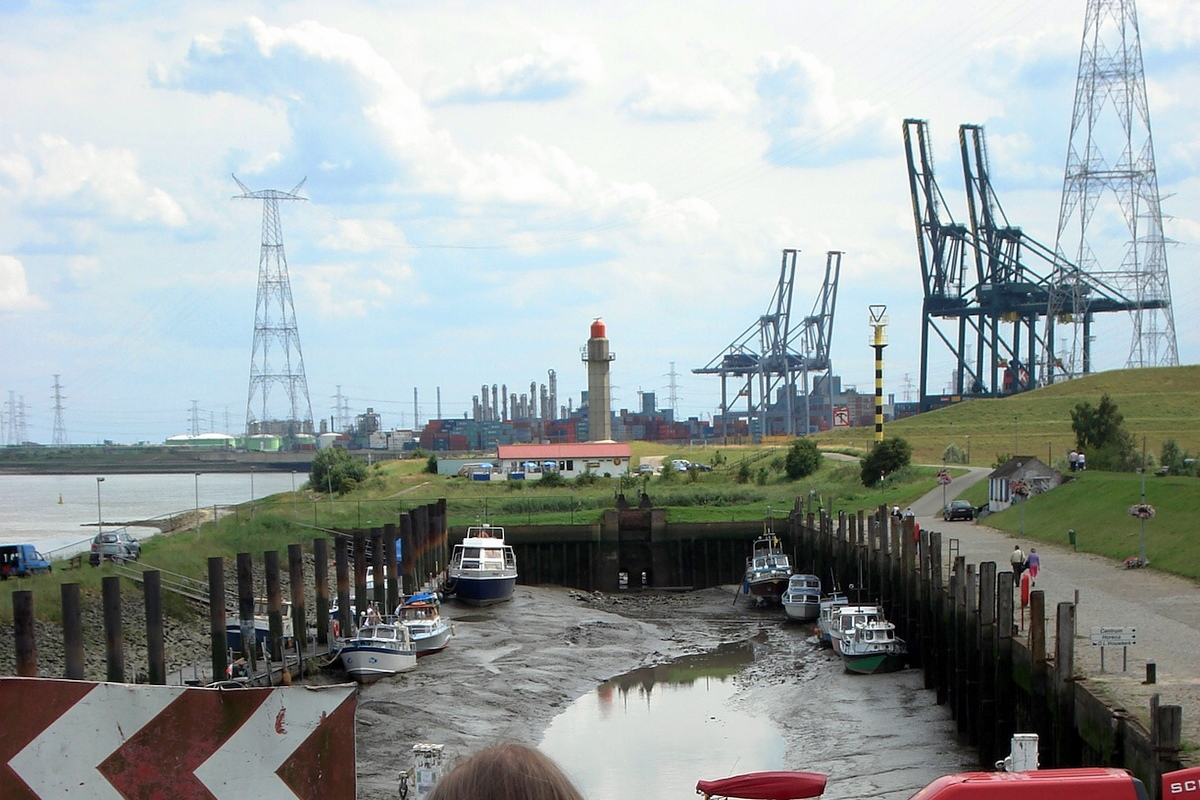
Bassin à marée faisant office de port de plaisance, ci-devant port de pêche. À l’arrière-plan, portiques de manutention et empilement de conteneurs bordant le bassin Deurganckdok.

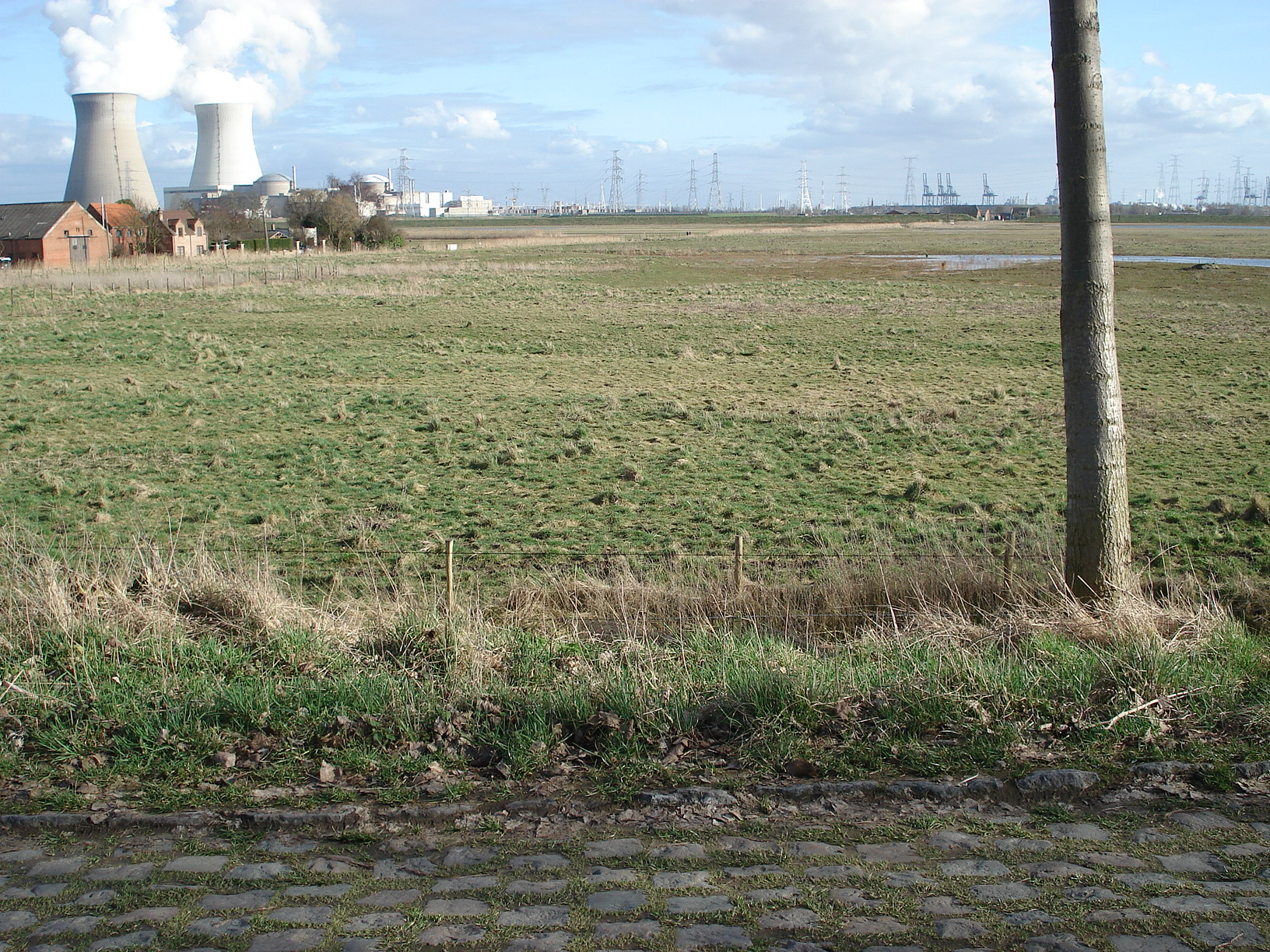
Le polder de Doel, vu depuis l'ancienne digue de renclôture qui l'entoure (à l'avant-plan). À gauche: la centrale nucléaire. À l'horizon à droite: engins portuaires du Waaslandhaven et, plus à gauche, du Deurganckdok.

En 1995 furent rendus publics les projets d’extension de l’Administration des voies navigables et des affaires maritimes (Administratie Waterwegen en Zeewezen) de l’autorité flamande, lesquels projets prévoyaient l’aménagement, un peu au sud de Doel, d’un nouveau bassin pour conteneurs, dénommé Deurganckdok. Dans la perspective de la réalisation de ce bassin, l’on se mit à s’interroger sur la vivabilité de Doel, et dans les années qui suivirent une lutte acharnée s’engagea avec comme enjeu la survie du village. En 1997 fut constitué le comité d’action Doel 2020, et des personnalités connues en Flandre, telles que l’ancien sénateur Ferdinand De Bondt, le cinéaste Frank Van Passel, et les trois prêtres Luc Versteylen (fondateur du parti vert flamand Agalev), Phil Bosmans (écrivain) et Karel Van Isacker (historien) s’associèrent au mouvement de protestation. Une prise de décision opaque et des bévues juridiques donnèrent lieu à de grands retards dans la construction du Deurganckdok et entretinrent pendant de longues années un état d’incertitude quant à l’avenir de Doel. Les habitants étaient divisés en, d’une part, ceux qui souhaitaient y rester et, d’autre part, ceux qui au contraire avaient fait choix de lutter pour obtenir un règlement d’expropriation clair et équitable. Le 1er juin 1999, le gouvernement flamand décida, après une modification provisoire du plan de secteur intervenue en 1998, que Doel devait disparaître de ce plan de secteur au titre de zone de résidence, toujours au motif de l’invivabilité du village, qualificatif récusé par les opposants.
Après le changement de gouvernement de la région flamande en 1999, une étude fut effectuée, sur insistance du parti vert Agalev, concernant la vivabilité de Doel après l’achèvement du nouveau bassin Deurganckdok. Cette étude cependant ne remit pas en cause la modification du plan de secteur, ni la décision déjà prise de faire disparaître Doel à terme.
Le 30 juillet 2002, le Conseil d’État suspendit la mise à exécution du plan de secteur tel que modifié, c'est-à-dire comportant notamment la requalification de Doel comme zone industrielle. C’est donc le plan de secteur de 1978, qui classe Doel comme zone résidentielle, qui garde force de droit. Toutefois, en vertu du Décret d’urgence (Nooddecreet) ou Décret de validation, adopté le 14 décembre 2001 au parlement flamand, le gouvernement flamand est habilité à délivrer, en vue de la construction du Deurganckdok, des permis de bâtir et à les faire sanctionner par le parlement. L’on escomptait pouvoir par cette voie contourner le plan de secteur. Le Nooddecreet était la réaction du gouvernement flamand face à la suspension des travaux du Deurganckdok imposé par un arrêté du Conseil d’État ; des comités d’action avaient en effet mis au jour des vices de procédure entachant les modifications apportées au plan de secteur. Le Nooddecreet, compte tenu qu’il interférait dans les procédures en cours, et tendait à contourner partiellement la protection juridique des citoyens, est considéré par beaucoup comme contraire aux principes de l’État de droit.
En octobre 1999 fut néanmoins engagée la construction du Deurganckdok, lequel fut inauguré en juillet 2005. Dès le printemps 1999 étaient venus à être connus d’autres projets encore, prévoyant notamment un deuxième grand bassin à conteneurs, le controversé Saeftinghedok (cf. ci-dessous), qui serait creusé à l’emplacement même de la petite agglomération. La mise en œuvre de ces projets reste cependant incertaine. Une décision à ce sujet est attendue au plus tôt en 2007.

### Le projet deSaeftinghedok
Un nouveau « plan stratégique », que la Région flamande et les autorités portuaires anversoises ont achevé de mettre au point en 2007, devrait être approuvé bientôt. Le plan prévoit de requalifier en zone portuaire toute la zone située au nord d’une ligne Kieldrecht-Kallo (et donc englobant Doel), jusqu’à la frontière néerlandaise. La construction d’un nouveau bassin à marée, le Saeftinghedok, serait alors possible, moyennant la poursuite des expropriations.
Partisans et détracteurs s’opposent à propos de l’opportunité de ce bassin. Celui-ci a un fervent défenseur en la personne de Marc Van Peel, depuis fin 2006 échevin aux affaires portuaires de la commune d’Anvers. Selon Marc Van Peel, l’extension du port d’Anvers est une nécessité, compte tenu, d’une part, de la croissance prévisible du trafic de conteneurs, lequel est passé, en 2007, de 7 à 8 millions d’ÉVP, et d’autre part, de ce que le port d’Anvers sera apte, dès 2008, grâce aux travaux d’approfondissement de l’estuaire qui ont été réalisés, à accueillir des porte-conteneurs d’une capacité jusqu’à 12.500 ÉVP. Si cette croissance se poursuit à ce même rythme, on peut prévoir que le Deurganckdok sera parvenu à saturation aux alentours de 2012. Or, les seules possibilités d’expansion se trouvent sur la rive gauche, dans les marais de Doel.
Les opposants au projet vont valoir, étude récente de la Ocean Shipping Consultants à l’appui, que la conteneurisation des marchandises pourrait atteindre bientôt son plafond, et que la croissance prévisible du trafic pourrait être moindre dans les dix années à venir que dans les années récentes. Par ailleurs, à l’heure actuelle, le Deurganckdok est loin d’avoir épuisé toute sa capacité, et il apparaît de surcroît que le rendement, exprimé en ÉVP par hectare, se situe, au port d’Anvers, avec un chiffre de 18 000 seulement, très en deçà de ce qu’il est à Rotterdam ou à Hambourg, où l’on atteint les 30 000 ÉVP par hectare. Dès lors, au lieu d’un supposé manque de capacité, ce serait plutôt d’une grande réserve de capacité (resp. d'une surcapacité, si le Saeftinghedok devait être construit) qu’il pourrait être question, de sorte que moyennant certaines améliorations techniques, et éventuellement un allongement du Deurganckdok, il devrait être possible de faire face à l’augmentation du trafic conteneurs, et ce, selon les calculs du parti écologiste Groen!, au moins jusqu'en 2027.

### Situation actuelle de l’habitat

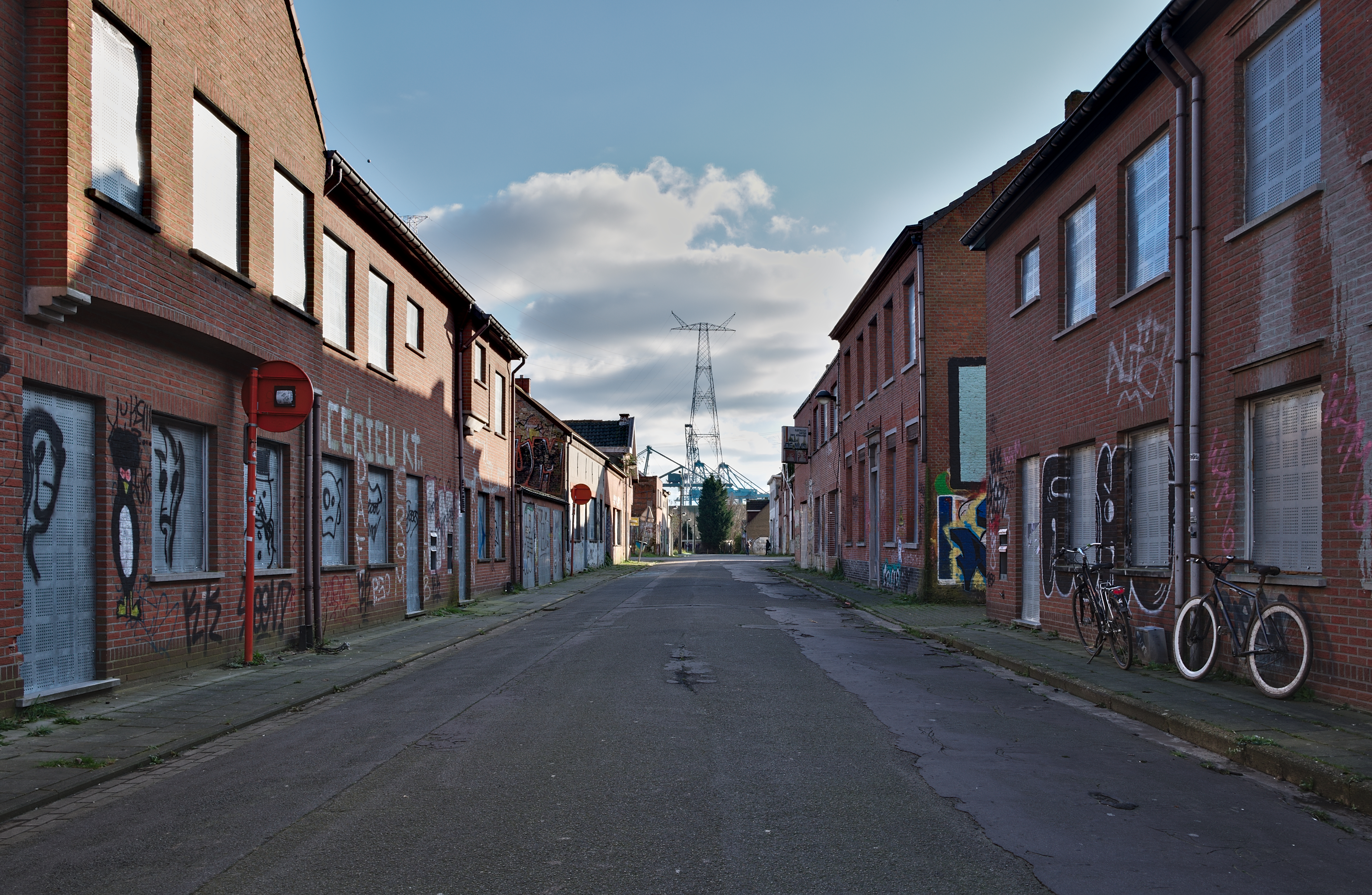
Habitations abandonnées après expropriation.

Dès 1999, les habitants qui le désiraient pouvaient se faire exproprier. Les maisons expropriées passaient aux mains de la Maatschappij voor Grond- en Industrialisatiebeleid van het Linkerscheldeoevergebied (Société de gestion foncière et d’industrialisation de la Rive gauche de l’Escaut, en abrégé Maatschappij Linkeroever), cependant les habitants expropriés bénéficiaient d’un droit d’habitation, garanti initialement jusqu’au 1er janvier 2007. Fin 2006, l’administration fit savoir aux habitants que le droit d’habitation serait prorogé de manière provisoire.
En même temps fut nommé en 1999 un médiateur social, chargé de mettre à exécution le plan d’accompagnement social et d’assister les habitants qui quittent le village volontairement. Le 31 décembre 2003, ce plan social vint à son terme. Cette manière de procéder a permis de rendre exsangue, en seulement quelques années et sans coup férir, une grande partie du village: le 1er mai 2003 ne vivaient plus dans le centre de Doel que 214 des 645 habitants qui étaient inscrits au 20 janvier 1998. Le chiffre de population réel dans le centre s’élevait toutefois, au 1er mai 2003, à 301. Le 1er septembre 2003, l’école communale fut fermée après constatation que seuls 8 élèves s’y étaient inscrits.

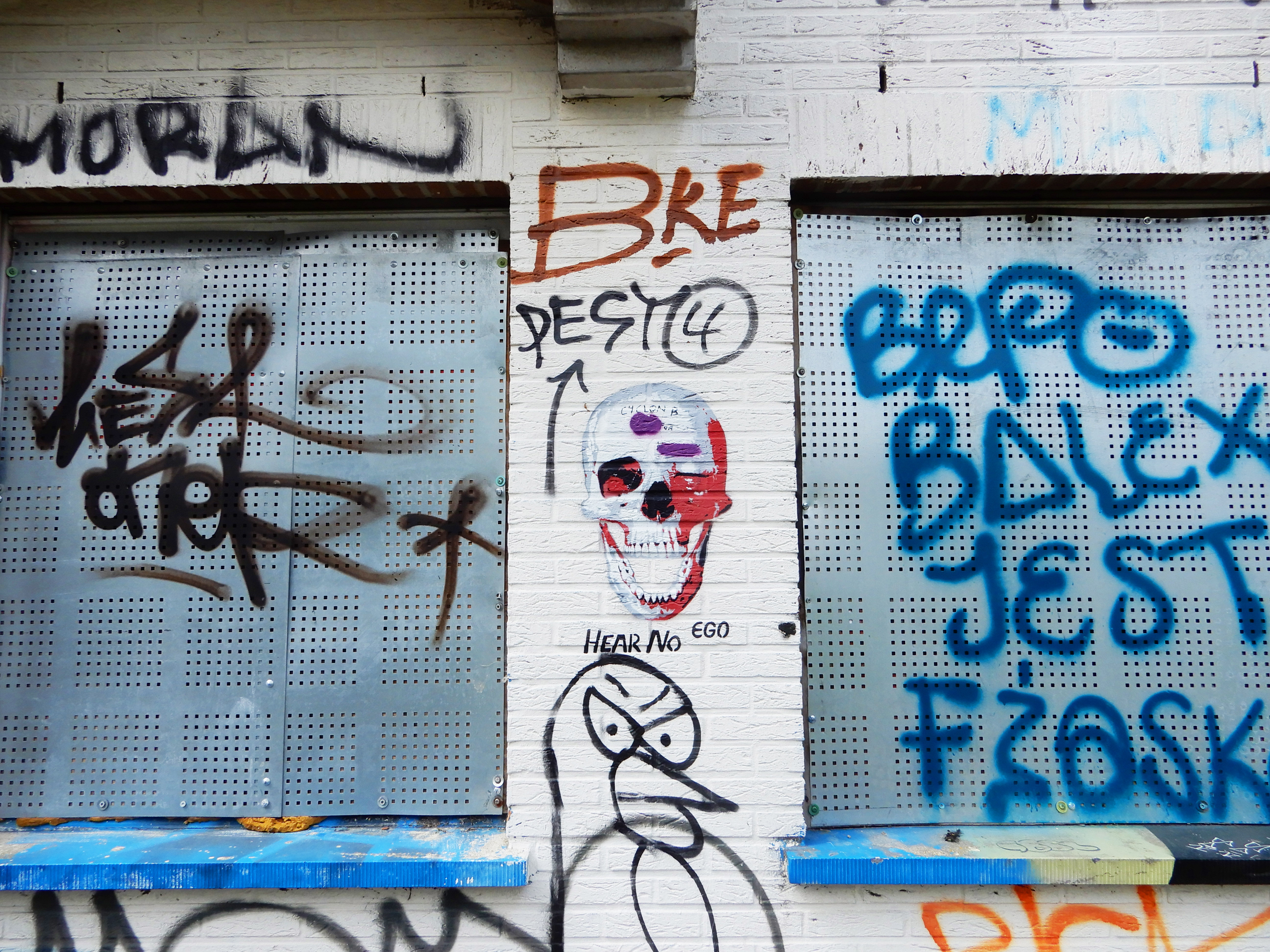
Doel - Dans le village

Depuis lors, si le nombre d’habitants officiel a poursuivi sa baisse (plus que 202 en mars 2006), le nombre réel s’est progressivement accru. Cela s’explique, pour petite partie, par l’arrivée de nouveaux locataires dans certaines maisons expropriées, et pour majeure partie par le fait que des squatteurs avaient occupé les immeubles vacants (les estimations se situent entre 150 et 200). Cet état de choses fut longtemps toléré par la Société propriétaire des maisons vacantes et par la commune de Beveren.
Début 2006, les médias se sont de nouveau intéressés à Doel en raison du grand nombre de squatteurs. Cela concourut à répandre dans le public l’idée que Doel s’était dans une certaine mesure muée en une zone de non-droit, où l’on pouvait sans problème s’approprier un logement vacant, ce qui, à son tour, eut pour effet d’attirer de nouveaux squatteurs et de provoquer une vague de cambriolages. Le 22 mars 2006, le bourgmestre de Beveren annonça que les contrôles de police seraient intensifiés à Doel et que la tolérance zéro serait dorénavant en vigueur et toute activité illégale réprimée. Certains squatteurs cependant demandent à régulariser leur situation.
Début septembre 2007, le tribunal des référés de Termonde a interdit la démolition de logements à Doel. La Maatschappij Linkeroever avait demandé quarante permis de démolition, dont une vingtaine avaient été accordés entre-temps. Le gouvernement flamand souhaite que 125 immeubles au total — soit environ une moitié des maisons du village —, déjà acquis par l’autorité flamande, aient disparu d’ici fin 2007 ; cela du reste rejoint sa décision de mettre un terme final au droit d’habitation (woonrecht) en 2009 : toutes les maisons qui viendraient ainsi à se trouver vacantes seraient ensuite démolies.
Cependant, quelques habitants de Doel, soutenus en cela par le comité d’action Doel 2020, avaient saisi le tribunal de Termonde afin d’empêcher les démolitions. Sur le plan d’occupation du sol, Doel reste classé en zone d’habitation, le nouveau plan de secteur qui requalifiait Doel en zone industrielle ayant en effet quelques années auparavant été suspendu par le Conseil d’État. Le président du tribunal a jugé que les travaux de démolition seraient dommageables aux habitants restés sur place et dépasseraient les limites de la simple incommodation.
En 2019, une victoire en justice permet à Doel de ne pas être rasé, mais il ne reste que 22 habitants en 2023 et le village a du mal à se repeupler.

### Autres villages au destin similaire
Déjà dans le passé, plusieurs villages, situés, ceux-là, sur la rive droite de l’Escaut, ont été rayés de la carte pour faire place nette à l’expansion du port d'Anvers ; ce sont Austruweel, Oorderen, Wilmarsdonk et Lillo. Ailleurs en Europe aussi, des villages ont fait les frais de la mise en œuvre de grands projets industriels, p.ex. Altenwerder près de Hambourg (Allemagne) ; mais les évacuations les plus massives sont celles qui ont eu lieu pour les besoins de l’exploitation à ciel ouvert d’un vaste gisement de lignite en Rhénanie-Westphalie, sur le site de Garzweiler, où plusieurs villages ont déjà été anéantis et où l’évacuation de plus d’une dizaine d’autres agglomérations, compris dans un même vaste périmètre, est prévue.